# مری سینگو
مری سینگو ریاضی‌دان و فیزیکدان امریکایی با تبار یونانی متولد ۱۴ اکتبر ۱۹۲۸ است. زمینه فعالیت وی نظریه آشوب و علم محاسبه است. او برای شرکت در مطرح کردن مساله فرمی، پاستا، اولام، سینگو در آزمایشگاه ملی لس آلاموس شناخته شده‌است. او به همراه انریکو فرمی، جان پاستا و استنی‌سواف اولام در سال ۱۹۵۵ این مساله را مطرح کرد.